# Stundwiller
Stundwiller è un comune francese di 498 abitanti situato nel dipartimento del Basso Reno nella regione del Grand Est.
Dal 1º luglio 1974 al 1º gennaio 1988 è stato unito al comune di Aschbach.

## Società

### Evoluzione demografica
Abitanti censiti